# Thayeria boehlkei
Thayeria boehlkei o Tetra Pingüino es una especie de peces Characiformes de la familia Characidae.

## Morfología
Los machos pueden llegar alcanzar los 3,2 cm de longitud
total.

## Reproducción
En cautividad, la hembra pone un gran número de huevos, los cuales eclosionan al cabo de 20-24 horas. 

## Alimentación
Come gusanos, insectos pequeños y crustáceos

## Hábitat
Vive en zonas de clima tropical entre 22 °C - 28 °C de temperatura.

## Distribución geográfica
Se encuentran en Sudamérica:  cuencas de los ríos  Amazonas en el Perú y del  Araguaia en  Brasil.